# Бромат самария(III)
Бромат самария(III) — неорганическое соединение, 
соль самария и бромноватой кислоты
с формулой Sm(BrO3)3,
кристаллы,
растворяется в воде,
образует кристаллогидраты — жёлтые кристаллы.

## Физические свойства
Бромат самария(III) образует кристаллы.
Образует кристаллогидраты состава Sm(BrO3)3•n H2O, где n = 2 и 9.
Нонагидрат — жёлтые кристаллы, плавится в собственной кристаллизационной воде при 37,5°С, воду теряет частично при 100°С, полностью — при 150°С.
Хорошо растворяется в воде, слабо растворяется в этаноле.